# Джанайдын, Озхан
Озхан Джанайдын (тур. Özhan Canaydın; 23 января 1943, Бурса, Турция — 22 марта 2010, там же) — турецкий бизнесмен и баскетболист. В 2002—2008 годах занимал пост руководителя турецкого спортивного клуба «Галатасарай».

## Биография
Родился 23 января 1943 года в Бурсе. В 1963 году окончил Галатасарайский лицей.
Профессионально занимался баскетболом. В 1962 году в составе турецкой молодёжной сборной выиграл европейский молодёжный чемпионат. В 1964 году оставил баскетбол.
С 1963 года занимался текстильным бизнесом. В 2002 году был назначен президентом турецкого спортивного клуба Галатасарай. После этого поручил управление своим бизнесом профессиональным менеджерам. Был переназначен на пост президента «Галатасарая» в 2006 году, но в 2008 году был вынужден покинуть этот пост из-за проблем со здоровьем.
Умер 22 марта 2010 года от рака поджелудочной железы.

### Личная жизнь
Женился в 1965 году. У него было двое детей и четверо внуков.